# Cornelis van Bergen (bisschop)
Cornelis van Glymes van Bergen (1490 ? - 1560 ?) was prins-bisschop van Luik van 1538 tot 1544.
Hij was zoon van Cornelis van Glymes (1458-1508), heer van Grevenbroek, Merlet en Schijndel, en Maria Margaretha van Zevenbergen. Hij was eerst proost van Sint-Pieters in het Vlaamse Rijsel; vervolgens verbleef hij in Mechelen aan het hof van Margareta van Oostenrijk. In 1520 werd hij coadjutor aan het prins-bisschoppelijke hof in Luik. Keizer Karel V liet hem in 1538 aanstellen tot prins-bisschop, maar dat werd geen groot succes.
In 1544 trad hij af om in het huwelijk te treden, en nadien is niet veel meer van hem vernomen.  Hij zou overleden zijn in 1560.

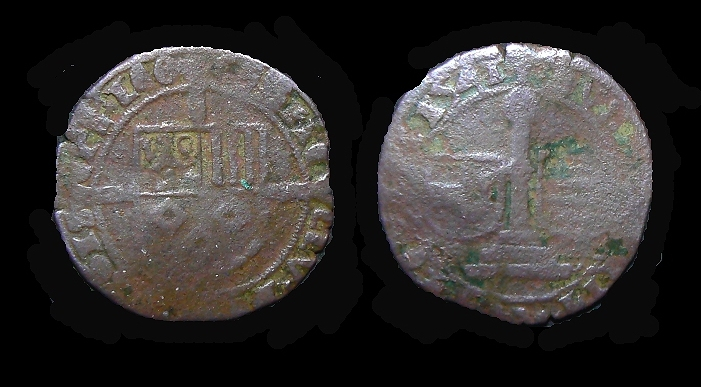
Luikse munten met zijn beeltenis

- International Standard Name Identifier: 0000 0003 8911 1243
- Nederlandse Thesaurus van Auteursnamen: 069927987
- Système universitaire de documentation: 188344152
- Virtual International Authority File: 282463694
- WorldCat: E39PBJrCd6Q94t3r9TFKY3frMP